# Nicolas-Prosper Levasseur
Nicolas-Prosper Levasseur, född den 9 mars 1791 i Bresles, departementet Oise, död den 7 december 1871 i Paris, var en fransk operasångare (bas).
Levasseur debuterade på Stora operan i Paris 1813, blev en av dess storheter och drog sig 1845 tillbaka från scenen. Han var 1841–1870 lärare i solosång vid konservatoriet. Levasseur utmärkte sig i bland annat Meyerbeers, Rossinis och Halévys operor.